# Lilla Idtjärnen
Lilla Idtjärnen är en sjö i Ludvika kommun i Dalarna och ingår i Norrströms huvudavrinningsområde.